# More Hearts Than Mine
More Hearts Than Mine è un singolo della cantante statunitense Ingrid Andress, pubblicato l'8 luglio 2019 come primo estratto dall'album di debutto Lady Like.

## Classifiche
| Classifica (2020) | Posizione massima |
| ----------------- | ----------------- |
| Canada            | 55                |
| Stati Uniti       | 30                |